# Prvenstvo Avstralije 1953
Prvenstvo Avstralije 1953 v tenisu.

## Moški posamično
Ken Rosewall :  Mervyn Rose, 6–0, 6–3, 6–4

## Ženske posamično
Maureen Connolly :  Julia Sampson, 6–3, 6–2

## Moške dvojice
Lew Hoad /  Ken Rosewall :  Don Candy /  Mervyn Rose, 9–11, 6–4, 10–8, 6–4

## Ženske dvojice
Maureen Connolly /  Julia Sampson :  Mary Bevis Hawton /  Beryl Penrose, 6–4, 6–2

## Mešane dvojice
Julia Sampson /  Rex Hartwig :  Maureen Connolly /  Ham Richardson, 6–4, 6–3